# Flex (Sänger)

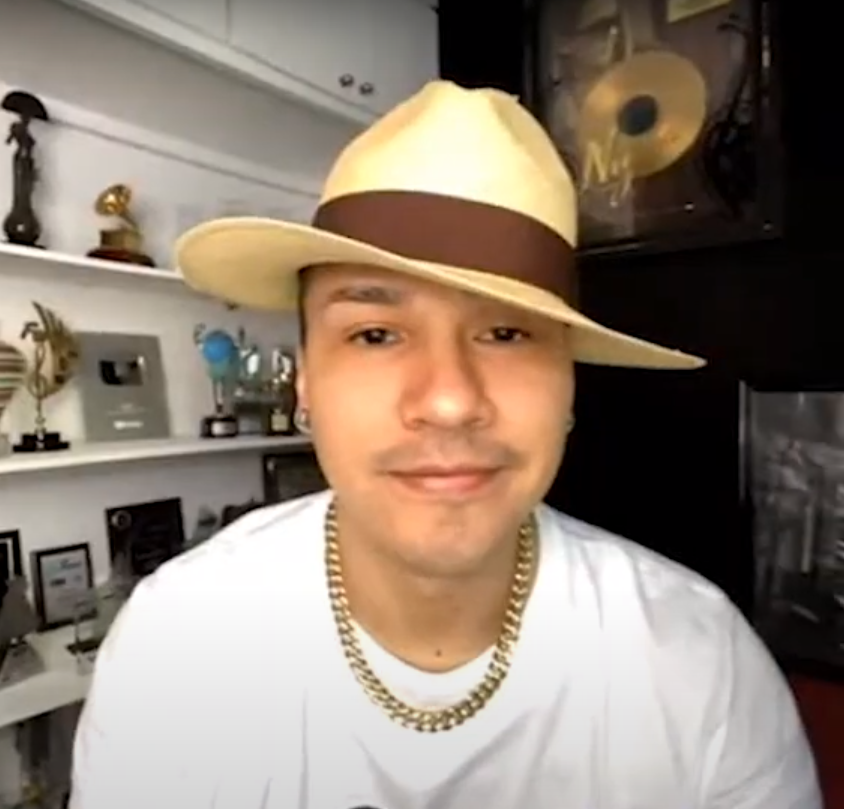
Flex, 2020

Flex, in Mittelamerika Nigga (eigentl. Félix Danilo Gómez Bosquez; * 31. August 1980 in Panama-Stadt), ist ein Reggaeton-Sänger aus Panama.
Seine erste Veröffentlichungen hatte er auf CD-Samplern unter dem Künstlernamen Nigga ab 1997. Das Stück Dejala von 2000 machte ihn überregional bekannt. Seine erste offizielle Single Te quiero von 2007 ging in Mexiko 14 Wochen auf Platz 1. Es folgten zahlreiche Auftritte in Mexiko und Mittelamerika.

## Diskografie

### Studioalben
| Jahr | Titel                                       | Höchstplatzierung, Gesamtwochen, AuszeichnungChartplatzierungen (Jahr, Titel, Platzierungen, Wochen, Auszeichnungen, Anmerkungen) | Höchstplatzierung, Gesamtwochen, AuszeichnungChartplatzierungen (Jahr, Titel, Platzierungen, Wochen, Auszeichnungen, Anmerkungen) | Anmerkungen                              |
| Jahr | Titel                                       | US | Latin | Anmerkungen                              |
| ---- | ------------------------------------------- | --- | --- | ---------------------------------------- |
| 2007 | Te Quiero: Romantic Style in da World       | US70 (31 Wo.)US | Latin1 (78 Wo.)Latin | Erstveröffentlichung: 21. September 2007 |
| 2009 | La Evolución Romantic Style                 | US104 (4 Wo.)US | Latin3 (39 Wo.)Latin | Erstveröffentlichung: 27. Januar 2009    |
| 2010 | Romantic Style: Parte 3 ...Desde La Esencia | — | Latin20 (11 Wo.)Latin |                                          |

Weitere Alben
- 2009: AOL Dejando Huellas
- 2012: Vives En Mi

### Singles
| Jahr | Titel Album                                               | Höchstplatzierung, Gesamtwochen, AuszeichnungChartplatzierungen (Jahr, Titel, Album, Platzierungen, Wochen, Auszeichnungen, Anmerkungen) | Höchstplatzierung, Gesamtwochen, AuszeichnungChartplatzierungen (Jahr, Titel, Album, Platzierungen, Wochen, Auszeichnungen, Anmerkungen) | Anmerkungen                              |
| Jahr | Titel Album                                               | US | Latin | Anmerkungen                              |
| ---- | --------------------------------------------------------- | --- | --- | ---------------------------------------- |
| 2007 | Te Quiero Te Quiero: Romantic Style in da World           | US86 (17 Wo.)US | Latin1 (52 Wo.)Latin | Erstveröffentlichung: 28. September 2007 |
| 2009 | Dime Si Te Vas Con El La Evolución Romantic Style         | — | Latin1 (20 Wo.)Latin |                                          |
| 2009 | Te Amo Tanto La Evolución Romantic Style                  | — | Latin29 (11 Wo.)Latin |                                          |
| 2010 | Besos De Amor Romantic Style: Parte 3 ...Desde La Esencia | — | Latin36 (10 Wo.)Latin | feat. Ricky Rick                         |
| 2015 | Nadie Como Seduction                                      | — | Latin46 (3 Wo.)Latin |                                          |

Weitere Singles
- 2007: Escápate
- 2008: Sin Tu Amor
- 2008: Gritarle (nur in Argentinien veröffentlicht)
- 2008: Te Dejaré
- 2012: No Hay Nadie Más
- 2012: Te Invito al Woi
- 2013: Alegras Mi Vida

### Gastbeiträge
| Jahr | Titel Album                        | Höchstplatzierung, Gesamtwochen, AuszeichnungChartplatzierungen (Jahr, Titel, Album, Platzierungen, Wochen, Auszeichnungen, Anmerkungen) | Höchstplatzierung, Gesamtwochen, AuszeichnungChartplatzierungen (Jahr, Titel, Album, Platzierungen, Wochen, Auszeichnungen, Anmerkungen) | Anmerkungen                 |
| Jahr | Titel Album                        | US | Latin | Anmerkungen                 |
| ---- | ---------------------------------- | --- | --- | --------------------------- |
| 2008 | Por Ti Baby Planeta Kumbia         | — | Latin23 (4 Wo.)Latin | Kumbia All Starz feat. Flex |
| 2011 | Contestame El Telefono Perreología | — | Latin4 (19 Wo.)Latin | Alexis & Fido feat. Flex    |

## Auszeichnungen für Musikverkäufe
| Goldene Schallplatte - Mexiko - 2008: für den Mastertone Te Quiero 2× Platin-Schallplatte - Mexiko - 2008: für das Album Te Quiero: Romantic Style in da World | Diamantene Schallplatte - Mexiko - 2008: für den Mastertone Te Quiero |

| Land/RegionAuszeichnungen für Musikverkäufe (Land/Region, Auszeichnungen, Verkäufe, Quellen) | Gold  | Platin     | Diamant  | Verkäufe | Quellen         |
| -------------------------------------------------------------------------------------------- | ----- | ---------- | -------- | -------- | --------------- |
| Mexiko (AMPROFON)                                                                            | Gold1 | 2× Platin2 | Diamant1 | 460.000  | amprofon.com.mx |
| Insgesamt                                                                                    | Gold1 | 2× Platin2 | Diamant1 |          |                 |